# Deportivo Recoleta
Der Club Deportivo Recoleta, kurz Recoleta, ist ein paraguayischer Sportverein aus dem Stadtteil Recoleta der Hauptstadt Asunción. Bekannt ist er vor allem durch seine Fußballmannschaft, die auch Los Canarios oder Los Funebreros genannt wird.

## Geschichte
Recoleta wurde 1931 gegründet und gewann in seiner Anfangszeit vier Amateurmeisterschaften, bis der Klub 1949 der Asociación Paraguaya de Fútbol beitrat. Im Jahr 1971 gelang dem Team die Drittligameisterschaft und der Aufstieg in die División de Ascenso. Im Jahr 1997 wurde die zweite Liga in División Intermedia umbenannt und Recoleta wurde 2001 Meister. Nach nur einer Saison in der Primera División stieg der Verein wieder ab und wurde in die dritte Liga durchgereicht. Zwischenzeitlich spielte Recoleta in der vierten Liga, schaffte aber 2015 den Aufstieg in die dritte und 2022 den Aufstieg in die zweite Liga. Im zweiten Zweitligajahr nach dem Aufstieg gelang dem Team die Meisterschaft mit der Rückkehr ins paraguayische Oberhaus.

## Stadion
Deportivo Recoleta trägt seine Heimspiel im 2002 eröffneten Estadio Roque Battilana aus, das eine Kapazität von 6000 Plätzen hat. Durch den Aufstieg in die Primera División muss der Verein in ein anderes Stadion umziehen, da das Stadion nicht den Anforderungen der Liga entspricht.

## Erfolge
- Zweitligameister: 2001, 2024
- Drittligameister: 1971, 2022

## Weitere Sportarten

### Volleyball
Die Volleyballmannschaft der Damen wurde von 1977 bis 1983 sieben Mal in Folge paraguayischer Meister.

### Futsal
Die Herren-Futsal-Mannschaft von Recoleta gewann 2024 die Meisterschaft der Categoría Honor und stieg in die Liga Premium de Futsal, der höchsten Spielklasse im paraguayischen Futsal, auf.